# Neritopsis aqabaensis
Neritopsis aqabaensis is een slakkensoort uit de familie van de Neritopsidae. De wetenschappelijke naam van de soort is voor het eerst geldig gepubliceerd in 2007 door Bandel.